# 省エネ建材等級
省エネ建材等級とは、日本の省エネラベリング制度の1つ。経済産業省が所管する。
2008年4月より導入されており、住宅の窓ガラスおよびサッシの断熱性能について、4等級に分けて表示を行う制度。熱貫流率値2.33W/m2Kを最高値とした星付けが行われる。同制度パブリックコメントには、熱貫流率値2.33W/m2Kでは甘いとの指摘も提出されている。熱貫流率については数値を付記することが望ましいとされているが、強制されてはいない。
また、施工が零細業界であることなどから全ての窓に対し窓としての性能表示やトップランナー制度を義務付けることは見送られ、任意の制度となっている。

## 参照
- 省エネ建材等級ガイドライン(窓等の断熱性能に係る情報提供に関するガイドライン